# La tormenta (Fragonard)
La tormenta (también conocido como El carro atascado o El carro atascado en el barro) es un óleo sobre lienzo de Jean-Honoré Fragonard que se exhibe en el Louvre de París. Pintado durante su estancia en Roma, se inspiró en los cuadros de caravanas de Giovanni Benedetto Castiglione, particularmente admirados en París por entonces. La pintura, de 73 x 97 cm, fue un legado al Louvre en 1869 de la colección de Louis La Caze. Data de alrededor de 1759.

## Descripción
La pintura representa un carro sobrecargado desde un ángulo inusualmente bajo. El tema es similar a las pinturas de Castiglione de vehículos sobrecargados, mientras que el cielo nublado y la tormenta inminente tienen más en común con las obras de los maestros holandeses del siglo XVII que con los modelos italianos. El carro está atascado y los hombres intentan empujarlo desde atrás mientras el buey se esfuerza y muge delante. Arriba, el viento azota la carga, mientras que abajo, un rebaño de ovejas con su perro y pastor los sobrepasa serpenteando en dirección contraria buscando refugio. Detrás del carro también unos vaqueros a caballo arrean vacas en precipitado regreso. A la derecha, por encima de todo, la tormenta se arremolina en el cielo, dotando al momento de tensión dramática. Fragonard utiliza la pintura para crear formas indistintas y poco definidas.

## Recepción crítica
Paul Bins, conde de Saint-Victor, describió la obra como poseedora de “la poesía de un naufragio”. Los hermanos Goncourt la elogiaron profusamente y comentaron sobre el “cielo ahumado, sombrío y eléctrico, salpicado de grietas de pálida luz diurna”.

## Historia de la exposición
La pintura se mostró por primera vez al público parisino en 1860, durante una exposición de obras maestras francesas del siglo XVIII en el Bulevar de los Italianos, que hasta entonces habían pertenecido a colecciones privadas. Causó sensación y contribuyó a restablecer la reputación de Fragonard a mediados del siglo XIX.
Desde la década de 1980, la pintura se ha exhibido con frecuencia a nivel internacional, entre otros lugares:
- 1982 - La peinture française du XVIIè au XIXè siècle, Centro Internacional de Exposiciones de China, Museo de Arte de Pekín y Shanghai.
- 1987-88 - Jean-Honoré Fragonard, Grand Palais, París y Museo Metropolitano de Arte, Nueva York.
- 1990-91 - Fragonard et Hubert Robert à Rome, Villa Médici, Roma.
- 1995-6 - Le paysage dans la peinture occidentale du XVIe au XIXe siècle à travers les collections du Louvre, Museo Nacional del Palacio, Taiwán.
- 2006-7 - Jean Honoré Fragonard, CaixaForum Barcelona.
- 2015-16 - Pintura de género, Museo Municipal de Arte de Kioto, Centro Nacional de Arte de Tokio.
- 2023 - Qu'est ce qu'un paysage, Museo Louvre-Lens.

## Obras relacionadas

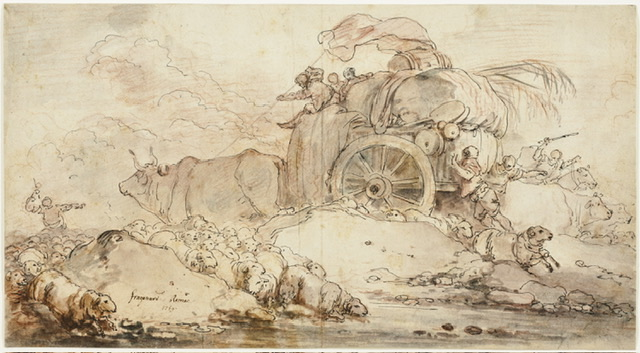
Dibujo preparatorio de 1759 para La tormenta.

Un dibujo preliminar de la obra, en el que el carro mira en dirección opuesta a la pintura, realizado con sanguina y tinta marrón, se conserva en la colección del Instituto de Arte de Chicago. Un dibujo similar se encuentra en la colección del Museo de Bellas Artes de Budapest, el cual ha sido atribuido tanto a Fragonard como a Hubert Robert. 